# 大庭政世
大庭 政世（おおば まさよ、明治15年2月14日（1882年） - 昭和14年5月19日（1939年）は、島根県津和野町出身の農民運動家。
日本初の産業組合病院の設立に尽力した。

## 生涯
明治15年（1882年）、鹿足郡須川村（現・津和野町）の小山家で生まれた。
明治35年（1902年）に京都府立農学校を卒業、明治36年（1903年）、愛知県立農事試験場技師に就任。
明治40年（1907年）、青原村（現・津和野町）の大庭家の養子となる。
明治41年（1908年）、帰郷。青年団運動に身を置き、養鶏、養蚕などの新しい技術を取り入れたことが青年団の人望を集める。
大正7年（1918年）、青年団に押された形で青原村産業組合長に就任。大正8年（1919年）、信用事業単営の産業組合を信用・販売・購買・生産の4種兼営に切り替えた。そして、地方開業医の反対を押し切って日本初の産業組合による医療事業を生産部事業として開始した。
昭和5年（1930年）、日原町（現・津和野町）に石西購買利用組合共存病院が完成。青原村産業組合診療所は実質的に引き継がれた。彼は，その石西購買利用組合の理事長として活躍した。
昭和14年（1939年）、東京出張から帰郷する途中であった政世は発病し、名古屋で没した。

## 著書
- 『農村産業組合経営論』愛村社 1929年（全国書誌番号:47015204）
- 『農村産業組合経営の実際』高陽書院 1936年（全国書誌番号:46069206）《1939年改訂（全国書誌番号:46069207）》

## 顕彰
JR山口線・青原駅のプラットホームに通ずる階段の上り口横に、「大庭政世先生頌徳碑」が建立されている。
阪南大学経済学部経済学科教授の青木郁夫は、自身が著した産業組合による医療事業に関する論文の中で、この頌徳碑を「オベリスクを思わせる」ものだと形容している。